# 올림픽 쇼트트랙 메달리스트 목록
올림픽 쇼트트랙 메달리스트에 대한 목록이다.

## 남자

### 500m
| 종목                  | 금                       | 은                                         | 동                             |
| --------------------- | ------------------------ | ------------------------------------------ | ------------------------------ |
| 1994년 릴레함메르     | 채지훈 · 대한민국        | 미르코 부일레르민 · 이탈리아               | 니키 구치 · 영국               |
| 1998년 나가노         | 니시타니 다카후미 · 일본 | 안위룽 · 중화인민공화국                    | 우에마쓰 히토시 · 일본         |
| 2002년 솔트레이크시티 | 마르크 가뇽 · 캐나다     | 조나탕 길메트 · 캐나다                     | 러스티 스미스 · 미국           |
| 2006년 토리노         | 아폴로 안톤 오노 · 미국  | 프랑수아루이 트랑블레 · 캐나다             | 안현수 · 대한민국              |
| 2010년 밴쿠버 자세히  | 샤를 아믈랭 · 캐나다     | 성시백 · 대한민국                          | 프랑수아루이 트랑블레 · 캐나다 |
| 2014년 소치           | 빅토르 안 · 러시아       | 우다징 · 중화인민공화국                    | 샤를 쿠르노예 · 캐나다         |
| 2018년 평창           | 우다징 · 중화인민공화국  | 황대헌 · 대한민국                          | 임효준 · 대한민국              |
| 2022년 베이징         | 류 사오앙 · 헝가리       | 콘스탄틴 이블리예프 · 러시아 올림픽 위원회 | 스티븐 뒤부아 · 캐나다         |

### 1000m
| 종목                  | 금                                 | 은                               | 동                       |
| --------------------- | ---------------------------------- | -------------------------------- | ------------------------ |
| 1992년 알베르빌       | 김기훈 · 대한민국                  | 프레데리크 블랙번 · 캐나다       | 이준호 · 대한민국        |
| 1994년 릴레함메르     | 김기훈 · 대한민국                  | 채지훈 · 대한민국                | 마르크 가뇽 · 캐나다     |
| 1998년 나가노         | 김동성 · 대한민국                  | 리자쥔 · 중화인민공화국          | 에리크 베다르 · 캐나다   |
| 2002년 솔트레이크시티 | 스티븐 브래드버리 · 오스트레일리아 | 아폴로 안톤 오노 · 미국          | 마테외 튀르코트 · 캐나다 |
| 2006년 토리노         | 안현수 · 대한민국                  | 이호석 · 대한민국                | 아폴로 안톤 오노 · 미국  |
| 2010년 밴쿠버 자세히  | 이정수 · 대한민국                  | 이호석 · 대한민국                | 아폴로 안톤 오노 · 미국  |
| 2014년 소치           | 빅토르 안 · 러시아                 | 블라디미르 그레고리예프 · 러시아 | 싱키 크네흐트 · 네덜란드 |
| 2018년 평창           | 사뮈엘 지라르 · 캐나다             | 존헨리 크루거 · 미국             | 서이라 · 대한민국        |
| 2022년 베이징         | 런쯔웨이 · 중화인민공화국          | 리원룽 · 중화인민공화국          | 류 사오앙 · 헝가리       |

### 1500m
| 종목                  | 금                      | 은                       | 동                                     |
| --------------------- | ----------------------- | ------------------------ | -------------------------------------- |
| 2002년 솔트레이크시티 | 아폴로 안톤 오노 · 미국 | 리자쥔 · 중화인민공화국  | 마르크 가뇽 · 캐나다                   |
| 2006년 토리노         | 안현수 · 대한민국       | 이호석 · 대한민국        | 리자쥔 · 중화인민공화국                |
| 2010년 밴쿠버 자세히  | 이정수 · 대한민국       | 아폴로 안톤 오노 · 미국  | J. R. 셀스키 · 미국                    |
| 2014년 소치           | 샤를 아믈랭 · 캐나다    | 한톈위 · 중화인민공화국  | 빅토르 안 · 러시아                     |
| 2018년 평창           | 임효준 · 대한민국       | 싱키 크네흐트 · 네덜란드 | 세묜 옐리스트라토프 · 러시아 출신      |
| 2022년 베이징         | 황대헌 · 대한민국       | 스티븐 뒤부아 · 캐나다   | 세묜 옐리스트라토프\|ROC\|2022\|동계}} |

### 5000m 계주
| 종목                  | 금                                                                                             | 은 | 동                                                                               |
| --------------------- | ---------------------------------------------------------------------------------------------- | --- | -------------------------------------------------------------------------------- |
| 1992년 알베르빌       | 대한민국 · 김기훈 · 모지수 · 송재근 · 이준호                                                   | 캐나다 · 실뱅 가뇽 · 로랑 데뇨 · 미셸 데뇨 · 마크 래키 · 프레데리크 블랙번                                 | 일본 · 가와사키 쓰토무 · 가와이 도시노부 · 아카사카 유이치 · 이시하라 다쓰요시 · |
| 1994년 릴레함메르     | 이탈리아 · 미르코 부일레르민 · 마우리치오 카르니노 · 오라치오 파고네 · 후고 헤른호프           | 미국 · 앤디 게이벌 · 랜디 바츠 · 존 코일 · 에릭 플레임                                                     | 오스트레일리아 · 리처드 니질스키 · 앤드루 머사 · 스티븐 브래드버리 · 키런 핸슨   |
| 1998년 나가노         | 캐나다 · 마르크 가뇽 · 프랑수아 드롤레 · 에리크 베다르 · 데릭 캠벨                             | 대한민국 · 채지훈 · 이준환 · 이호응 · 김동성                                                               | 중화인민공화국 · 안위룽 · 예위안 · 리자쥔 · 펑카이                               |
| 2002년 솔트레이크시티 | 캐나다 · 마르크 가뇽 · 조나탕 길메트 · 에리크 베다르 · 프랑수아루이 트랑블레 · 마티외 튀르코트 | 이탈리아 · 니콜라 로디가리 · 미켈레 안토니올리 · 마우리치오 카르니노 · 파비오 카르타 · 니콜라 프란체스키나 | 중화인민공화국 · 궈웨이 · 리예 · 리자쥔 · 안위룽 · 펑카이                        |
| 2006년 토리노         | 대한민국 · 서호진 · 송석우 · 안현수 · 오세종 · 이호석                                          | 캐나다 · 조나탕 길메트 · 에리크 베다르 · 샤를 아믈랭 · 프랑수아루이 트랑블레 · 마티외 튀르코트             | 미국 · 러스티 스미스 · 아폴로 안톤 오노 · 알렉스 이지코스키 · J. P. 켑카 ·       |
| 2010년 밴쿠버 자세히  | 캐나다 · 샤를 아믈랭 · 프랑수아 아믈랭 · 올리비에 장 · 프랑수아루이 트랑블레 · 기욤 바스티유   | 대한민국 · 곽윤기 · 이호석 · 성시백 · 이정수 · 김성일                                                      | 미국 · J. R. 셀스키 · 아폴로 안톤 오노 · 사이먼 조 · 트래비스 제이너 · 조던 멀론 |
| 2014년 소치           | 러시아 (RUS) · 빅토르 안 · 세묜 옐리스트라토프 · 블라디미르 그리고리예프 · 루슬란 자하로프     | 미국 (USA) · 에드와도 앨버레즈 · J. R. 셀스키 · 크리스토퍼 크레블링 · 조던 멀론                            | 중화인민공화국 (CHN) · 천더취안 · 한톈위 · 시징난 · 우다징                       |

## 여자

### 500m
| 종목                  | 금                         | 은                             | 동                              |
| --------------------- | -------------------------- | ------------------------------ | ------------------------------- |
| 1992년 알베르빌       | 캐시 터너 · 미국           | 리옌 · 중화인민공화국          | 황옥실 · 조선민주주의인민공화국 |
| 1994년 릴레함메르     | 캐시 터너 · 미국           | 장옌메이 · 중화인민공화국      | 에이미 피터슨 · 미국            |
| 1998년 나가노         | 아니 페로 · 캐나다         | 양양S · 중화인민공화국         | 전이경 · 대한민국               |
| 2002년 솔트레이크시티 | 양양A · 중화인민공화국     | 예브게니야 라다노바 · 불가리아 | 왕춘루 · 중화인민공화국         |
| 2006년 토리노         | 왕멍 · 중화인민공화국      | 예브게니야 라다노바 · 불가리아 | 아누크 르블랑부셰 · 캐나다      |
| 2010년 밴쿠버 자세히  | 왕멍 · 중화인민공화국      | 마리안 생젤레 · 캐나다         | 아리안나 폰타나 · 이탈리아      |
| 2014년 소치           | 리지안루 · 중화인민공화국  | 아리아나 폰타나 · 이탈리아     | 박승희 · 대한민국               |
| 2018년 평창           | 아리안나 폰타나 · 이탈리아 | 야라 판 케르크호프 · 네덜란드  | 킴 부탱 · 캐나다                |
| 2022년 베이징         | 아리안나 폰타나 · 이탈리아 | 쉬자너 스휠팅 · 네덜란드       | 킴 부탱 · 캐나다                |

### 1000m
| 종목                  | 금                       | 은                      | 동                         |
| --------------------- | ------------------------ | ----------------------- | -------------------------- |
| 1994년 릴레함메르     | 전이경 · 대한민국        | 나탈리 랑베르 · 캐나다  | 김소희 · 대한민국          |
| 1998년 나가노         | 전이경 · 대한민국        | 양양S · 중화인민공화국  | 원혜경 · 대한민국          |
| 2002년 솔트레이크시티 | 양양A · 중화인민공화국   | 고기현 · 대한민국       | 양양S · 중화인민공화국     |
| 2006년 토리노         | 진선유 · 대한민국        | 왕멍 · 중화인민공화국   | 양양A · 중화인민공화국     |
| 2010년 밴쿠버 자세히  | 왕멍 · 중화인민공화국    | 캐서린 로이터 · 미국    | 박승희 · 대한민국          |
| 2014년 소치           | 박승희 · 대한민국        | 판커신 · 중화인민공화국 | 심석희 · 대한민국          |
| 2018년 평창           | 쉬자너 스휠팅 · 네덜란드 | 킴 부탱 · 캐나다        | 아리안나 폰타나 · 이탈리아 |
| 2022년 베이징         | 쉬자너 스휠팅 · 네덜란드 | 최민정 · 대한민국       | 하너 데스멋 · 벨기에       |

### 1500m
| 종목                  | 금                      | 은                         | 동                             |
| --------------------- | ----------------------- | -------------------------- | ------------------------------ |
| 2002년 솔트레이크시티 | 고기현 · 대한민국       | 최은경 · 대한민국          | 예브게니야 라다노바 · 불가리아 |
| 2006년 토리노         | 진선유 · 대한민국       | 최은경 · 대한민국          | 왕멍 · 중화인민공화국          |
| 2010년 밴쿠버 자세히  | 저우양 · 중화인민공화국 | 이은별 · 대한민국          | 박승희 · 대한민국              |
| 2014년 소치           | 저우양 · 중화인민공화국 | 심석희 · 대한민국          | 아리아나 폰타나 · 이탈리아     |
| 2018년 평창           | 최민정 · 대한민국       | 리진위 · 중화인민공화국    | 킴 부탱 · 캐나다               |
| 2022년 베이징         | 최민정 · 대한민국       | 아리아나 폰타나 · 이탈리아 | 쉬자너 스휠팅 · 네덜란드       |

### 3000m 계주
| 종목                  | 금                                                            | 은                                                                                             | 동                                                                                        |
| --------------------- | ------------------------------------------------------------- | ---------------------------------------------------------------------------------------------- | ----------------------------------------------------------------------------------------- |
| 1992년 알베르빌       | 캐나다 · 실비 델 · 나탈리 랑베르 · 안젤라 퀴트론 · 아니 페로  | 미국 · 에이미 피터슨 · 캐시 터너 · 다시 도널 · 니키 지젤마이어                                 | 연합 · 율리야 알라굴로바 · 나탈리야 이사코바 · 빅토리야 타라니아 · 율리야 블라소바        |
| 1994년 릴레함메르     | 대한민국 · 전이경 · 김윤미 · 김소희 · 원혜경                  | 캐나다 · 실비 델 · 나탈리 랑베르 · 이자벨 샤레 · 크리스틴 부드리아                             | 미국 · 에이미 피터슨 · 캐런 캐슈먼 · 니키 지젤마이어 · 캐시 터너                          |
| 1998년 나가노         | 대한민국 · 전이경 · 안상미 · 김윤미 · 원혜경                  | 중화인민공화국 · 양양S · 양양A · 왕춘루 · 쑨단단                                               | 캐나다 · 아니 페로 · 크리스틴 부드리아 · 타니아 뱅상 · 이자벨 샤레                        |
| 2002년 솔트레이크시티 | 대한민국 · 최민경 · 주민진 · 박혜원 · 최은경                  | 중화인민공화국 · 쑨단단 · 왕춘루 · 양양S · 양양A ·                                             | 캐나다 · 마리이브 드롤레 · 아멜리 굴레나동 · 앨라나 크로스 · 이자벨 샤레 · 타니아 뱅상    |
| 2006년 토리노         | 대한민국 · 변천사 · 최은경 · 전다혜 · 진선유 · 강윤미         | 캐나다 · 앨라나 크로스 · 아누크 르블랑부셰르 · 아만다 오벌랜드 · 칼리나 로베르주 · 타니아 뱅상 | 이탈리아 · 아리안나 폰타나 · 마르타 카푸르소 · 마라 치니 · 카티아 치니 ·                  |
| 2010년 밴쿠버 자세히  | 중화인민공화국 (CHN) · 쑨린린 · 왕멍 · 장후이 · 저우양 ·      | 캐나다 (CAN) · 제시카 그레그 · 칼리나 로베르주 · 마리안 생젤레 · 타니아 뱅상 ·                 | 미국 (USA) · 앨리슨 베이버 · 앨리슨 두덱 · 라나 게링 · 캐서린 로이터 · 킴벌리 데릭 ·      |
| 2014년 소치           | 대한민국 (KOR) · 조해리 · 박승희 · 김아랑 · 공상정 · 심석희 · | 캐나다 (CAN) · 마리 이브 드롤렛 · 제시카 휴잇 · 발레리 말테 · 마리안 생젤레 ·                  | 이탈리아 (ITA) · 아리안나 폰타나 · 루치아 페레티 · 마르티나 발체피나 · 엘레나 비비아니 ·  |
| 2018년 평창           | 대한민국 (KOR) · 김아랑 · 심석희 · 최민정 · 김예진 · 이유빈 · | 이탈리아 (ITA) · 아리안나 폰타나 · 루치아 페레티 · 마르티나 발체피나 · 체칠리아 마페이 ·       | 네덜란드 (NED) · 쉬자너 스휠팅 · 야라 판 케르크호프 · 라라 판 라이번 · 요린 테르 모르스 · |